# シスター・ロゼッタ・サープ

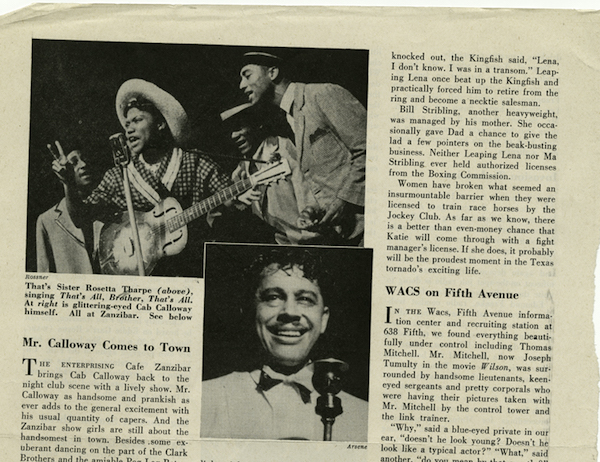
シスター・ロゼッタ・サープのカフェ・ザンジバルでのパフォーマンスを伝える記事

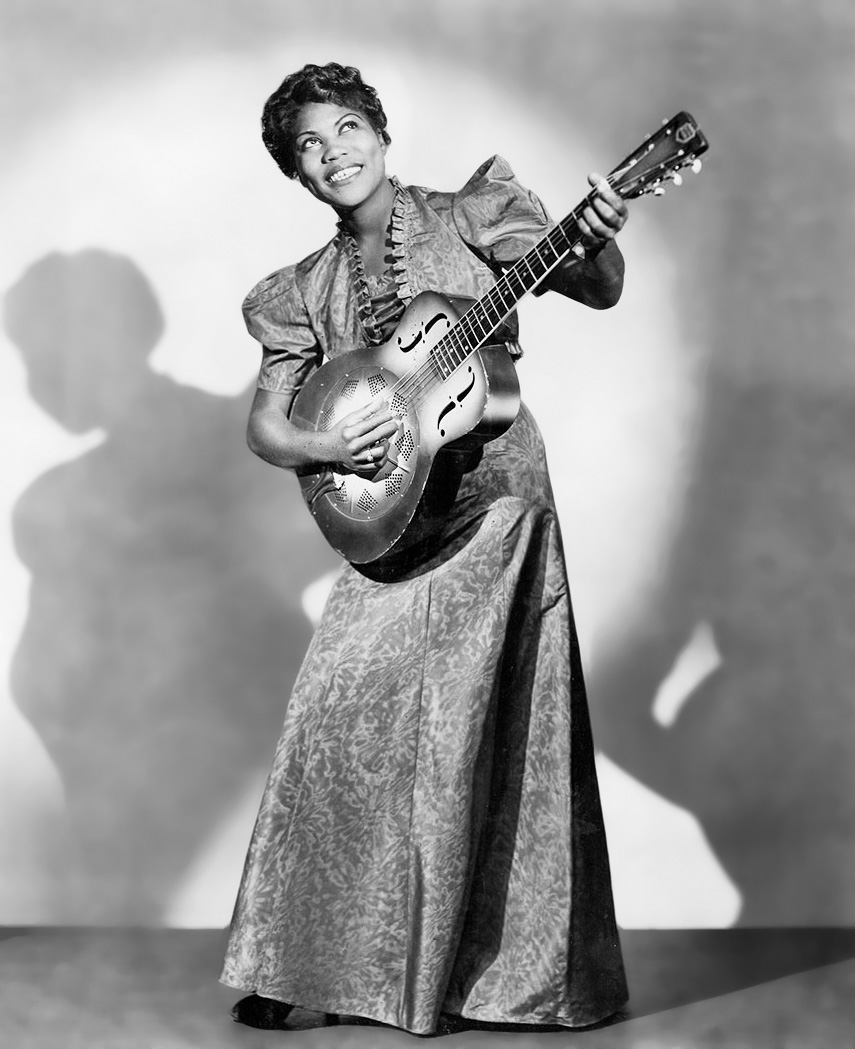
ギターを持つサープ（1938年）

シスター・ロゼッタ・サープ（英語: Sister Rosetta Tharpe、1915年3月20日 - 1973年10月5日）は、アメリカ合衆国の歌手、ソングライター、ギタリスト。
1930年代から1940年代にかけてゴスペルと、ジャズやブルースなど大衆音楽をかけ合わせた演奏で人気を博した。スピリチュアルな歌詞をリズミカルな伴奏にのせた演奏が特徴的で、宗教と世俗的な境界をまたいで演奏活動を続け、スピリチュアル音楽を表舞台へと押し上げた。女性のギタリストが稀な時代に称賛を集めたそのスタイルはロックンロールの先駆けとして、リトル・リチャードやジョニー・キャッシュ、チャック・ベリー、エルヴィス・プレスリー、ジェリー・リー・ルイスなど、後のロックンロールを代表するアーティスト達にも大きな影響を与えた。ゴスペル、リズム・アンド・ブルース、ロックンロールを通じて最初の偉大なスターであり、「ロックンロールの母」「ソウルシスターの元祖」と称される。 
また、ギター技巧における開拓者でもあり、いち早くエレクトリック・ギターを取り入れ、ヘヴィ・ディストーションなど画期的な技巧を披露。
1944年に録音した「ストレンジ・シングス・ハプニング・エブリデイ」は、1945年4月にビルボードのレイス・ミュージック（後にR&Bと改名）部門で2位に輝いた。ゴスペル分野で初めてビルボードで上位ランクインしたアルバムとなり、サープの時代を先取りした演奏により最初のロックンロール・レコードとも言われている。
1964年5月7日、マディ・ウォーターズらとのヨーロッパ・ツアーで行ったマンチェスター公演には、エリック・クラプトンやジェフ・ベック、キース・リチャーズなど後に伝説的なギタリストとなる人々が、その演奏を聴くために駆けつけている。
2004年、ラッキー・ミリンダー楽団とともに1944年に発売した楽曲「ダウン・バイ・ザ・リバーサイド」が、米国議会図書館の全米録音資料登録簿に登録されている。
2011年、イギリスのBBCフォーが1時間のドキュメンタリー番組『シスター・ロゼッタ・サープ: ロックンロールの母（英語: Sister Rosetta Tharpe: The Godmother of Rock & Roll）』を制作。同作は2013年にアメリカの公共放送サービス（PBS）でアメリカン・マスターズ・シリーズの一部として放映された。
2017年12月13日には、ロックンロール黎明期に大きく貢献した人物として『ロックンロールの殿堂』入りを果たす。

## 幼少期と初期のキャリア
1915年3月20日、アーカンソー州コットン・プラントで、ロゼッタ・ヌビン（英語: Rosetta Nubin）として生まれる。父親のウィリス・アトキンス（英語: Willis Atkins）と母親のケイティ・ベル・ヌビン（英語: Katie Bell Nubin）はともに綿花農場で働く労働者だった（研究者のボブ・イーグルとエリック・ルブランによるとサープの出生名はRosether Atkins またはAtkinsonとされ、母親の名前はKatie Harperとなっている) 。父親についての情報は少ないが、歌手だったとされる。母親は歌手、マンドリン演奏者であり、教会の女子慈善奉仕団員として活動していた。母親のケイティが活動していたCOGIC派は、黒人司祭チャールズ・ハリソン・メイソンが創設した宗派で、賛美のために音楽的、ダンス的な表現をすることが奨励され、女性が歌い、指導することも認められていた。ケイティのもと、サープも4歳から歌ってギターを演奏し、天才と称賛された。
6歳の頃、サープは母親とともに伝道旅行に加わり演奏するようになる。歌い、ギターを奏でる彼女は奇跡と呼ばれ、説教やゴスペルの一部として演奏をし、アメリカ南部を旅した。1920年代半ばにはイリノイ州シカゴに移住し、国内を旅して教会で演奏した。黒人女性のギター奏者が少ない当時にあって、サープは輝かしい名声を手に入れた。
1934年、19歳の時にCOGIC派の宣教師であり、彼女の巡業に伴っていたトーマス・サープ（英語: Thomas Tharpe）と結婚。婚姻関係は長く続かず1938年には夫と別れ、母親とともにニューヨーク州ニューヨークへ移住。その後、結婚を繰り返すも彼の姓をとり、シスター・ロゼッタ・サープの名で生涯活動を行った。

## 黄金期のキャリア
1938年10月、レコード会社のデッカから、ラッキー・ミリンダー楽団の伴奏でサープは初のレコーディングをした。デッカによる初のゴスペル曲として録音された4曲「ロック・ミー（英語: Rock Me）」「ザッツ・オール」「マイ・マン・アンド・アイ（英語: My Man and I）」「ロンサム・ロード」は瞬時にヒットとなり、サープの名声を確立し、商業的に成功した最初のゴスペル・アーティストとなった。「ロック・ミー」はエルヴィス・プレスリーやリトル・リチャード、ジェリー・リー・ルイスなどロックンロールのスター達にも影響を与えている。ロックンロールという言葉を生み出したとされるアメリカの著名な批評家モーリー・オロデンカーはサープの「ロック・ミー」について「ロックンロールで、スピリチュアルな歌唱」とレコード評を記しており、この時にロックンロールという言葉が初めて公式に使われたとする説もある。
1938年10月、キャブ・キャロウェイとともにニューヨークのハーレムにあるコットン・クラブに出演。また同年12月にはカーネギーホールで開催されたジョン・ハモンド主催の『スピリチュアル・トゥ・スウィング』コンサートに出演し、さらなる名声を獲得した。
スピリチュアルな歌詞を大衆音楽的な演奏で表現する彼女のスタイルは敬虔な教会の信者達を驚かせ、時に激怒させ批判の的となる。ナイト・クラブでブルースやジャズのミュージシャン、肌もあらわなダンサーとともにゴスペルを演奏するのは前代未聞のことであり、一部のゴスペル、キリスト教コミュニティから敬遠されるようにもなった。サープ自身は本格的なゴスペル演奏も望んでいたものの、ミリンダー楽団と7年にわたる契約をしていたため、大衆向けの演奏が優先された。一方でディキシー・ハミングバーズやジョーダネアーズなどの男性ゴスペル・グループとも共演したり、ツアーを行っている。
サープが教会信者やゴスペル・コミュニティの怒りを買った背景には、元来ゴスペルはオルガン演奏のもと歌われるものであり、ギターという楽器が俗世的なものとして敵視されていたことなどもあげられる。当時はギターの技巧は男性らしさの象徴とされ、女性がギター演奏をすることに眉をひそめる人々も少なくなかった。サープはアポロ劇場でのギター・バトルをはじめさまざまなステージでまわりの男性ギタリストを圧倒する技巧を見せ、たびたび「男のような」演奏と皮肉まじりに称賛された。
1944年、デッカのハウス・ミュージシャンでありブギウギのピアニスト、サミー・プライスと録音した「ストレンジ・シングス・ハプニング・エブリデイ」では、類を見ないギター・テクニック、ウィットに富んだ歌詞やラップを思わせる歌唱法などロックンロールの原点となるような演奏を披露。このアルバムを最初のロックンロール・レコードとする人々もいる。サープは第2次世界大戦中も演奏を続け、戦意高揚のため国外の軍隊に配られたV-ディスクにも彼女の楽曲は収録された。V-ディスクに収録されたゴスペル・アーティストはたったの2名で、サープはそのうちの一人であった。
1946年、マヘリア・ジャクソンがニューヨークで行ったコンサートでマリー・ナイトの演奏に出会い、ナイトの才能を感じ取ったサープは2週間後には彼女をツアーに誘い出した。サープとナイトは数年にわたってゴスペル・ツアーを行い、「アップ・アバーブ・マイ・ヘッド」「ゴスペル・トレイン」などのヒット曲も生み出した。サープとナイトの間には恋愛関係があるとのゴシップも流され、サープの自伝となる『エッセンシャル・バイオグラフィー シャウト・シスター・シャウト!（英語: Shout Sister Shout!）』の著者であり歴史家のガイル・ワルドによると、マリー・ナイトとの関係は公然の秘密だったとされ、サープがクイア（レズビアンまたはバイセクシュアル）であったことが指摘されている。
1949年、マヘリア・ジャクソンがサープに代わって人気を博すようになり、彼らの人気は急速に衰えはじめる。一方でナイトはポップ・ミュージックでのソロ活動を望むようになった。この時期、ナイトは火事により子どもと母親を失うという悲劇に見舞われている。同年サープはリッチモンドに構えた自邸の1周年を記念して、現在はアルトリア劇場として知られる建物でコンサートを開催。このコンサートでバック・ボーカルとして採用したのが後にロゼッテズ（英語: The Rosettes）と改名するトワイライト・シンガーズ（英語: Twilight Singers）である。
1951年、2万5千人もの参列者のもと、彼女のマネージャーだったラッセル・モリソン（英語: Russell Morrison）と結婚した。これは彼女の3度めの結婚となった。結婚式はワシントンのグリフィス・スタジアムで行われ、サープの演奏も披露された。
1956年、ゴスペル・グループのハーモナイジング・フォーとアルバム『ゴスペル・トレイン』を作る。
1957年、英国のトロンボーン奏者クリス・バーバーと1ヶ月に及ぶイギリス・ツアーを行った。
1964年、マディ・ウォーターズやオーティス・スパンらとともにフォーク・ブルース&ゴスペル・キャラバン・ツアーの一環としてヨーロッパ・ツアーに参加。キャラバン・ツアーは、ニューポート・ジャズ・フェスティバルの創設者としても知られるジョージ・ウェインの後援を受け、プロデューサーのジョー・ボイドによって運営されたツアーで、マンチェスターにある廃駅のプラットフォームで開催されたコンサートでは雨の中、感電の危険をものともせずエレクトリック・ギターをとり、カズン・ジョーのピアノ演奏とともにステージにあがり「ディドゥント・イット・レイン」を演奏した。その時の様子はイギリスのグラナダ・テレビによって全国放映され、「あのステージを見て、エレクトリック・ギターを手にしたイギリスの若者は多い」と後にボブ・ディランが語っている。

## 晩年と死
1970年、脳卒中になり演奏の機会が著しく減った。その後、糖尿病との合併症により、片足を切断することとなった。
1973年10月9日、フィラデルフィアにて、予定されていたレコーディングの前夜に脳卒中の再発により死亡。フィラデルフィアのノースウッド墓地に埋葬された。

## 音楽的影響
サープのギター演奏スタイルはメロディを主に展開するアーバン・ブルース、民族音楽、スウィングのビートを混ぜ合わせたもので、ロックンロールの先駆けとなった。
リトル・リチャードは、彼女のストンプし、シャウトするゴスペル・スタイルが子どもの頃のお気に入りだったと話している。1947年のメイコン・シティ・オーディトリアムで彼女の前座として演奏していたリトル・リチャードの歌を聴いたサープは自分のステージにリチャードを招きいれ共演している。これはリトル・リチャードにとって、教会以外で初めての公衆の前で演奏する機会となった。終演後、サープはリチャードに出演料を支払い、この経験がリチャードがプロを志すきっかけになったという。
1940年代にエレクトリック・ギターを使って収録された「ザッツ・オール」はチャック・ベリーやエルヴィス・プレスリーに影響を与えたとされている。サープを敬愛するチャック・ベリーは「自分は、キャリアを通じてずっと彼女の真似をしていただけ」と発言したことが伝えられている。エルヴィス・プレスリーと共演したジョーダネアーズのメンバーは「エルヴィスは彼女の大ファンだった。とくに類をみないギターのピッキングに魅了されていた」と話している。ジョニー・キャッシュは『ロックンロールの殿堂』入りをする際に、サープは子どもの頃の憧れだったと話している。キャッシュの娘であるロザンヌ・キャッシュは、ラリー・キングによるインタビューで「シスター・ロゼッタ・サープは父のお気に入りの歌手だった」と話している。
アレサ・フランクリンやジェリー・リー・ルイス、アイザック・ヘイズはサープの歌唱法やギター演奏、ステージ・パフォーマンスから大きな影響を受けたと話している。ボブ・ディランは自身のラジオ番組で「シスター・ロゼッタ・サープは特別だった。歌い、ギターを弾く伝道師」と絶賛し、カントリー歌手のミランダ・ランバートは自身のコンサートのオープニングにサープの代表作となる「アップ・アバーブ・マイ・ヘッド」の音楽クリップを使っている。イギリスのジャズ、ブルース・シンガーのジョージ・メリーもサープを高く評価しており、ティナ・ターナーは若い頃に影響を受けた人物として、マヘリア・ジャクソンとともにサープの名をあげている。カーペンターズのドラム・フィルにもサープの影響が見られ、ロックやブルース、ジャズの世界だけでなく、ミートローフやニール・セダカ、カレン・カーペンターといったさまざまなジャンルのミュージシャンがサープのリズミカルでエネルギッシュな演奏にに影響を受けたとしている。
2018年、歌手のフランク・ターナーが「シスター・ロゼッタ」と題した楽曲を作曲、演奏し、サープがいかにロックンロールに貢献したかを伝えている。このシングル盤は2019年7月に発売されている。

## 受賞歴
1998年7月、アメリカの郵便局がサープの偉業を称えて32セント記念切手を発行。
2007年、ブルースの殿堂入りを果たす。
2008年、彼女の記念墓碑のための基金が立ち上げられ、ペンシルバニアでは1月11日はシスター・ロゼッタ・サープの日とされた。墓石は同年のちに建てられ、フィラデルフィア近郊のヨークタウンにあるサープの生家にはサープの名を記した記念碑が設置されることとなった。
2011年、『シスター・ロゼッタ・サープ: ロックンロールの母（英語: Sister Rosetta Tharpe: The Godmother of Rock & Roll）』を制作。同作は2013年にアメリカの公共放送サービス（PBS）でアメリカン・マスターズ・シリーズの一部として放映された。同作はイギリスとアメリカで繰り返し放映され、2015年のサープ生誕100周年にも放映されている。
2015年3月20日、イギリスのガーディアン紙がリチャード・ウィリアム（英語: Richard Williams）によるサープ生誕100年の記念記事を掲載。
2016年、サープとマリー・ナイトの関係をもとにしたミュージカル『マリーとロゼッタ』がNYのアトランティック・シアター・カンパニーで上映されている。
2017年10月5日、サープは翌年のロックンロールの殿堂リストにノミネートされ、同年12月にロックンロール黎明期への貢献を称えて殿堂入りが決まった。
リトル・リチャードやチャック・ベリー、またエルヴィス・プレスリーなどロックンロールを代表する才能に多大な影響を与えてきたにもかかわらず、ロックンロールの殿堂入りが2017年まで認められなかったことをはじめ、サープの音楽や才能が過小評価されてきた背景には、黒人で女性であるということ、そしてクイアであったことが少なからず関係しているとの指摘がある。

## ディスコグラフィ

### アルバム
- Gospel Songs (1947年、Decca)
- Blessed Assurance (1951年、Decca)
- Gospel Train (1956年、Mercury)
- The Gospel Truth (1959年、Mercury)
- Sister Rosetta Tharpe (1960年、MGM)
- Spirituals in Rhythm (1960年、Promenade)
- Sister on Tour (1961年、Verve)
- The Gospel Truth (1962年、Verve)
- Precious Memories (1968年、Savoy)
- Gospel Keepsakes (1983年、MCA)
- Live in 1960 (1991年、Southland)
- Live at the Hot Club de France (1991年、BMG/Milan)

ほか、1961年までの演奏を収録したボックスセットがフランスのレーベル Frémeaux & Associés より発売されている。

## ビルボードランキング
米国ビルボード、R&B部門
| 年   | シングル                                                       | 順位   |
| 年   | シングル                                                       | US R&B |
| ---- | -------------------------------------------------------------- | ------ |
| 1945 | "Strange Things Happening Every Day"                           | 2      |
| 1948 | "Precious Memories (hymn)"                                     | 13     |
| 1948 | "Up Above My Head (Up Above My Head, I Hear Music in the Air)" | 6      |
| 1949 | "Silent Night (Christmas Hymn)"                                | 6      |